# Lattasi
La lattasi è un enzima della classe delle idrolasi che catalizza la reazione:
lattosio + H2O = galattosio + glucosio.
L'enzima è naturalmente prodotto, almeno nelle fasi iniziali della vita extrauterina, dai mammiferi. 
Dal punto di vista microbiologico è un enzima esocellulare prodotto soprattutto da Lactobacillus, Escherichia, Bacillus, Saccharomyces, Candida, Aspergillus, Penicillium, Mucor (quindi batteri lattici, muffe e lieviti). 
In realtà col nome di lattasi si identificano tutt'una serie di enzimi capaci di promuovere l'idrolisi; la lattosio galattoidrolasi umana è il più noto di questi.

## L'enzima negli organismi superiori
Nei mammiferi l'enzima ha localizzazione principale presso le pareti intestinali.
La diminuzione della produzione di questo enzima è associata all'intolleranza al lattosio, cioè una ridotta capacità di assorbimento e digestione del lattosio da parte dell'intestino tenue. L'enzima lattasi costituisce infatti un fattore limitante per la scissione del disaccaride lattosio e la sua produzione presenta una caratteristica evoluzione nei vari periodi della vita di mammiferi.

### Nell'uomo
La produzione di lattasi è legata all'età nella maggioranza delle popolazioni mondiali, con zone più o meno densamente colpite dalla riduzione della produzione di questo enzima, si pensa infatti che sia un risultato dei differenti stili di vita delle antiche popolazioni di cui siamo i discendenti (zone in cui l'allevamento era più o meno importante nella vita di tutti i giorni e quindi dove era più o meno frequente il latte nell'alimentazione quotidiana).
Uno dei problemi causati dalla diminuzione della produzione di questo enzima è quello indiretto della bassa assunzione di calcio, in particolare nell'età avanzata, determinata dal ridotto consumo di latte, per evitare i disturbi intestinali. È stato dimostrato che i gruppi di popolazione adulta con problemi di assorbimento di lattosio, introducono in maniera significativa meno calcio di gruppi di coetanei con assenza di questo disturbo.
Alcuni recenti esperimenti inducono a ritenere che moderati apporti di lattosio in persone con carenza di produzione dell'enzima lattasi (7 g /24 h) non indica i sintomi gastrointestinali tipici della carenza di questo enzima, ma che anzi, funzionino a volte come una sorta di "rieducatore" per il corpo stimolandolo ad aumentare di nuovo la produzione dell'enzima .

## Uso
Impieghi: idrolizzare il lattosio e rimuoverlo da preparati a base di latte al fine di ridurre:
• disturbi intestinali negli individui privi di lattasi;
• la formazione di cristalli di disaccaride nelle ghiacciate.